# Profession : Aventuriers
Pour plus de détails, voir Fiche technique et Distribution.
Profession : Aventuriers est un film franco-italien  réalisé par Claude Mulot et sorti en 1973.

## Fiche technique
- Titre : Profession : Aventuriers
- Réalisation : Claude Mulot, assisté de Claude Vital
- Scénario : Albert Kantof et Claude Mulot, d'après le roman de François Ponthier
- Photographie : Jacques Assuérus et Roger Fellous
- Son : Paul Habans
- Musique : Eddie Vartan
- Costumes : Denise Vuillaume
- Décors : Raymond Gabutti
- Montage : Georges Klotz
- Société de production : Jupiter International
- Pays de production :  France -  Italie
- Durée : 90 minutes
- Genre : comédie, aventures
- Date de sortie : France - 24 mai 1973

## Distribution
- Charles Southwood : Henry Ralston
- Nathalie Delon : Marie
- André Pousse : le juge
- Curd Jürgens : Alvarez
- Alain Noury : Louis
- Jeff Zimmerman : Hawkins
- Venantino Venantini : Pablo
- Suzy Prim : Eléonore, l'hôtelière
- Francis Lemonnier
- Bernard Fontaine
- Robert Fontaine
- Jean Luisi
- Gabriele Tinti
- Doris Vartan
- Alberto de Mendoza